# Víctor Turcios
Víctor Turcios (La Unión, 13 aprile 1988) è un ex calciatore salvadoregno, di ruolo difensore.

## Palmarès

### Club

#### Competizioni nazionali
- Coppa di Finlandia: 1

RoPs: 2013